# Teucholabis majuscula
Teucholabis majuscula är en tvåvingeart som beskrevs av Alexander 1931. Teucholabis majuscula ingår i släktet Teucholabis och familjen småharkrankar. Inga underarter finns listade i Catalogue of Life.